# Ljupčo Kocarev
Ljupčo Kocarev (Skoplje, 25. veljače 1955.), sjevernomakedonski je znanstvenik, akademik te profesor fizike i elektrotehničkih znanosti. Predsjednik je Makedonske akademije znanosti i umjetnosti od početka 2020. godine.

## Životopis
Osnovno, srednje i visoko obrazovanje (Fakultet elektrotehnike) završio je u svom rodnom gradu Skoplju u Sjevernoj Makedoniji. Magistrirao je na Elektrotehničkom fakultetu u Beogradu i doktorirao na Institutu za fiziku Prirodoslovno-matematičkog fakulteta u Skoplju.
Od 1999. do 2016. bio je zaposlen na Sveučilištu u Kaliforniji u San Diegu u SAD-u. Obrazovao se u Sjedinjenim Američkim Državama, Njemačkoj, Italiji, Mađarskoj, Španjolskoj i Japanu. Godine 2006. izabran je za člana IEEE (Američko društvo elektrotehničkih inženjera). U članstvo Makedonske akademije znanosti i umjetnosti izabran za izvanrednoga člana 27. svibnja 2003., a za redovnoga člana 1. svibnja 2007. Od 1. siječnja 2020. izabran je za predsjednika Makedonske akademije znanosti i umjetnosti.

## Znanstveni doprinos
Znanstveno područje djelovanja i doprinosa Ljupče Kocareva obuhvaća nekoliko područja fizike i tehničkih znanosti, od nelinearne fizike, složenih sustava i mreža (električni krugovi i sustavi) do teorije informacija, kriptografije, strojnog učenja i obrade podataka. U razdoblju od 1986. do danas objavio je više od 140 publikacija u časopisima i više od 150 publikacija u zbornicima recenziranih radova s međunarodnih i domaćih konferencija, kao i na desetke drugih radova. Bio je urednik 6 knjiga i autor 6 patenata dodijeljenih u SAD-u i Europi. 

## Nagrade
Dobitnik je državne sjevernomakedonske nagrade za životno djelo "11. oktobar".